# Ruine Hartenkirch
Die Ruine Hartenkirch ist eine mittelalterliche, abgegangene Felsenburg und eine Wehranlage aus verschiedenen Zeitepochen. Sie steht hoch oberhalb des Dorfes Siblingen im Schweizer Kanton Schaffhausen.

## Lage
Die Ruine befindet sich auf einem Felssporn auf dem Siblinger Schlossranden auf 790 m ü. M. hoch über dem Klettgau. Heute steht dort der Siblinger Randenturm, ein Grill- und Kinderspielplatz.
Der Siblinger Schlossranden ist von Siblingen aus zu Fuss in steilem Aufstieg auf ausgeschildertem Wanderweg in etwa 1 Stunde erreichbar.
Ein zum «Siblinger Randen» ausgeschilderter Fahrweg führt von Siblingen aus zum Parkplatz «Siblinger Randenturm». Von dort aus ist die Ruine zu Fuss in 10 Minuten erreichbar.

## Name
Der Schaffhauser Chronist Johann Jakob Rüeger (1548–1606) brachte die Anlage mit dem Geschlecht der von Hartenkirch in Verbindung. Neuere Forschungen konnten dies aber widerlegen. Es ist bis heute unbekannt, wer die Burg errichten liess. Der Name Ruine Hartenkirch hat sich trotzdem gehalten, obschon das Amt für Denkmalpflege und Archäologie des Kantons Schaffhausen die Bezeichnung nicht verwendet; das Amt spricht von Bronzezeitlicher Höhensiedlung und mittelalterliche Burg auf dem Siblinger Schlossranden. Da die Ruine abgegangen und nicht mehr sichtbar ist, ist sie auch auf der Landeskarte der Schweiz nicht als Ruine verzeichnet.

## Mittelalterliche Burg Hartenkirch
Gemäss den wenigen gefundenen Keramikscherben dürfte die Burg vermutlich um 1200 errichtet worden sein. Es gibt keine historischen Quellen.  Verschiedene Flurnamen wie «Burghalde» oder «Schlossbuck» deuten jedoch auf die ehemalige Burg hin.
Die Burganlage wurde auf dem äussersten Felssporn errichtet, der durch einen grossen Graben abgeriegelt wurde. Ein auf der Süd- und Südostseite angelegter Ringwall schützte die Anlage zusätzlich. Der ältere bronzezeitliche Wall wurde wahrscheinlich auch in die mittelalterliche Anlage einbezogen; das grosse Plateau diente vielleicht als Vorburg.
Von der Burg ist so gut wie nichts mehr erhalten. Letzte Reste einer ehemaligen Umfassungsmauer sind an der Hangkante noch erkennbar. Es wird vermutet, dass die Anlage mehrheitlich aus Holz bestand, da weder ein Turm, noch andere Steingebäude nachgewiesen werden konnten. Die Burg dürfte im 16. Jahrhundert abgegangen sein.

### Grabungen
Der Siblinger Pfarrer Christian Georg Keller machte erstmals auf die Anlage aufmerksam und führte 1881 eine erste Ausgrabung durch. Im Vorfeld des Neubaus des Siblinger Randenturms führte die Kantonsarchäologie Schaffhausen in den Jahren 1999 und 2006 weitere Untersuchungen durch.
Dort, wo sich die heutige Grillstelle befindet, legten Grabungen einen 3,5 m in den anstehenden Malmkalk eingetieften Kellerraum von 5 × 10 m frei. Die Kellermauern waren noch 50 – 130 cm hoch erhalten. An der Süd-westseite ist ein Zugang nachgewiesen. Rötungen belegen einen Brand.
Die bei den Ausgrabungen gefundenen Kleinobjekte sind im Museum zu Allerheiligen in Schaffhausen ausgestellt.

## Prähistorische Siedlungen

### Jungsteinzeit
Die ältesten Spuren für die Anwesenheit des Menschen auf dem Siblinger Schlossranden stammen aus der Jungsteinzeit (4. Jahrtausend v. Chr.). In einer Grube wurden Keramikscherben der Pfyner Kultur gefunden.

### Bronzezeit
Während der späten Bronzezeit (1800-800 v. Chr.) nutzten Menschen den Siblinger Schlossranden wiederholt als Schutzort und temporären Siedlungsplatz. Die Lage war ideal, die stark abfallenden Hänge boten einen natürlichen Schutz. Ein grosser Wall sicherte den einzigen leichten Zugang von Norden her.
Der grosse Schutzwall hatte ursprünglich eine Höhe von 3 – 4 Metern und  wurde aus Kalkbruchsteinen aufgeschüttet. Das Volumen beträgt rund 1000 m³. Eine Pfostenschlitzmauer im Norden verstärkte ihn. Es wird vermutet, dass der Wall zusätzlich eine hölzerne Palisade trug. Möglicherweise gehörte der darunter liegende Graben zu einer noch älteren Verteidigungsanlage. Die Fläche hinter dem Wall ist kaum erforscht. Das Plateau dürfte nur teilweise bebaut gewesen sein. Die einstigen Häuser waren einfache, aus Holz gefertigte Block- oder Pfostenhäuser, die kaum Spuren hinterlassen haben.

### Eisenzeit und Römerzeit
Aus der Eisen- und Römerzeit sind nur Einzelfunde belegt. Ob der Höhenzug damals nur sporadisch begangen wurde oder nach wie vor temporär als geschützter Aufenthaltsort diente, ist nicht bekannt.